# Pienet Haissaaret
Pienet Haissaaret är en ö i Finland. Den ligger i sjön Kyyvesi och i kommunen Sankt Michel i den ekonomiska regionen  S:t Michel och landskapet Södra Savolax, i den södra delen av landet, 240 km nordost om huvudstaden Helsingfors. Öns största längd är 150 meter i sydöst-nordvästlig riktning. Notera att namnet antyder att det är fråga om flera öar.